# Polimerase

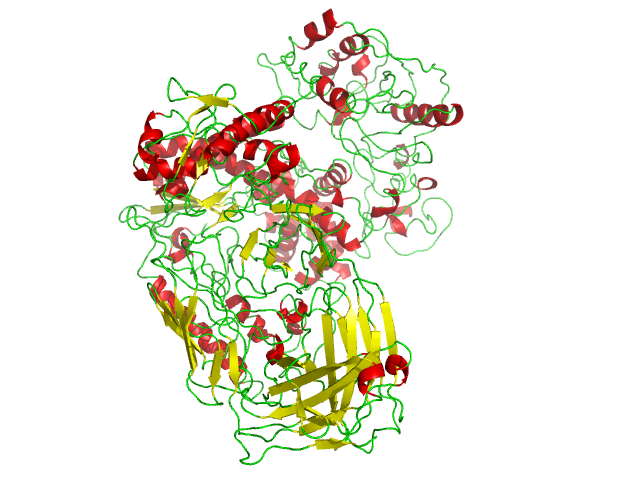
Estrutura da taq polimerase

Polimerase é uma enzima que catalisa a reação de polimerização de ácidos nucleicos a partir dos seus monômeros. As polimerases mais comuns são a RNA polimerase e a DNA polimerase.
Para a duplicação celular acontecer, a DNA polimerase, permite a ligação de nucleotídeos novos ao molde de DNA.
Cada um dos filamentos antigos contém a "informação" para a formação de um filamento complementar, já que sua sequência de bases funciona como um "guia" para a produção da fita nova. Esse processo é também chamado de duplicação semiconservativa, porque cada molécula-filha conservou, ao final da duplicação, uma das fitas, portanto, a metade da molécula-mãe.

## DNA polimerase
Para a replicação do DNA acontecer, a DNA polimerase atua trazendo as bases nitrogenadas até o molde da dupla-hélice, para formar a nova fita. Essa enzima adiciona o nucleotídeo na extremidade 3’ da nova cadeia de nucleotídeos,  utilizando como molde a fita única de DNA que foi exposta pela deselicoidização localizada da dupla-hélice. Simultâneo a adição de cada base ao polímero em crescimento acontece a remoção de dois dos três fosfatos do grupo fosfato do desoxirribonucleotídeo e a energia produzida por esta quebra desencadeia outras reações, que ao final, auxilia no direcionamento do novo polímero de DNA. 
Atualmente, sabe-se que existem pelo menos cinco DNA polimerases. A DNA polimerase III e a DNA polimerase I são as mais importantes neste momento. A DNA polimerase I tem três atividades: catalisa o crescimento da cadeia no sentido 5′ para 3;  remove bases pareadas erroneamente (3′ para 5′);  degrada filamentos únicos de DNA ou RNA (5′ para 3′). Já a DNA polimerase III é a que faz todo o trabalho de catalisar a síntese de DNA na forquilha de replicação.

## RNA polimerase
Já as RNA polimerases são enzimas que catalisam o processo da transcrição, ou seja, a síntese de RNA a partir da fita molde de DNA. Cada ribonucleotídeo é pareado com sua base complementar, posicionado pela enzima RNA polimerase. Essa enzima se liga ao DNA e corre ao longo dele, à medida que vai ligando os ribonucleotídeos para produzir uma nova molécula de RNA. Diferente das DNA polimerases, elas são capazes de iniciar a formação de uma nova cadeia a partir do molde de DNA, sem precisar de iniciador/primer.